# Denis Lindsay
Denis Thomson Lindsay (* 4. September 1939 in Benoni, Südafrika; † 30. November 2005 in Johannesburg, Südafrika) war ein südafrikanischer Cricketspieler, der zwischen 1963 und 1970 für die südafrikanische Nationalmannschaft spielte.

## Kindheit und Ausbildung
Sein Vater Johnny Lindsay spielte ebenfalls Test-Cricket für Südafrika.

## Aktive Karriere
Lindsay gab sein First-Class-Debüt in der Saison 1958/59 und spielte in der Folge für North Eastern Transvaal. Sein Test-Debüt erfolgte im Dezember 1963 in Australien. Im letzten Test der Serie gelang es ihm dann sein erstes internationales Fifty (65 Runs) zu erzielen. Im Jahr darauf kam England für eine Tour nach Südafrika, wo ihm im dritten Test ebenfalls ein Fifty über 50 Runs gelang. Er reiste mit dem Team auch nach England in der Saison 1965, wo seine beste Leistung 40 Runs waren. Seine herausstechendsten Leistungen konnte er dann bei der Tour gegen Australien in der Saison 1966/67 erzielen. Im ersten Test erzielte er im ersten Innings erst ein Fifty über 69 Runs und dann ein im zweiten ein Century über 182 Runs aus 227 Bällen. Nach einem Fifty (81 Runs) in der zweiten Begegnung, gelangen ihm dann in der Folge erst ein Century über 137 Runs und dann ein weiteres über 131 Runs. Seinen letzten Einsatz im Nationalteam hatte er bei der Tour gegen Australien in der Saison 1969/70. Hier gelang ihm im vierten Test ein weiteres Fifty über 60 Runs. Dies war auch der letzte Test Südafrikas, bevor es auf Grund der Apartheids-Politik des Landes vom Weltverband suspendiert wurde. Somit bekam er keine weiteren Möglichkeiten mehr für die Nationalmannschaft zu spielen. Sein letztes First-Class-spiel absolvierte er in der Saison 1973/74.

## Nach der aktiven Karriere
Lindsay verstarb im Alter von 66 Jahren im November 2005.